# جلين فورد
جلين فورد (بالإنجليزية: Glenn Ford)‏ (و. 1916 – 2006 م) هو ممثل أفلام، وممثل، وضابط، وممثل تعبيري، من كندا، كان عضوًا في الحزب الجمهوري، توفي في بيفرلي هيلز كاليفورنيا، عن عمر يناهز 90 عاماً بسبب سكتة دماغية.

## الخدمة العسكرية
خدم في بحرية الولايات المتحدة، وقوات مشاة بحرية الولايات المتحدة.

## جوائز
حصل على جوائز منها:
- جائزة دونوستيا  [لغات أخرى]‏ (1987)
- وسام جوقة الشرف.

## وصلات خارجية
- جلين فورد على موقع IMDb (الإنجليزية)
- جلين فورد على موقع روتن توميتوز (الإنجليزية)
- جلين فورد على موقع مونزينجر (الألمانية)
- جلين فورد على موقع ألو سيني (الفرنسية)
- جلين فورد على موقع تيرنر كلاسيك موفيز (الإنجليزية)
- جلين فورد على موقع أول موفي (الإنجليزية)
- جلين فورد على موقع قاعدة بيانات برودواي على الإنترنت (الإنجليزية)
- جلين فورد على موقع قاعدة بيانات الأفلام السويدية (السويدية)
- جلين فورد على موقع إن إن دي بي (الإنجليزية)
- جلين فورد على موقع ديسكوغز (الإنجليزية)